# Arthur von Bolfras

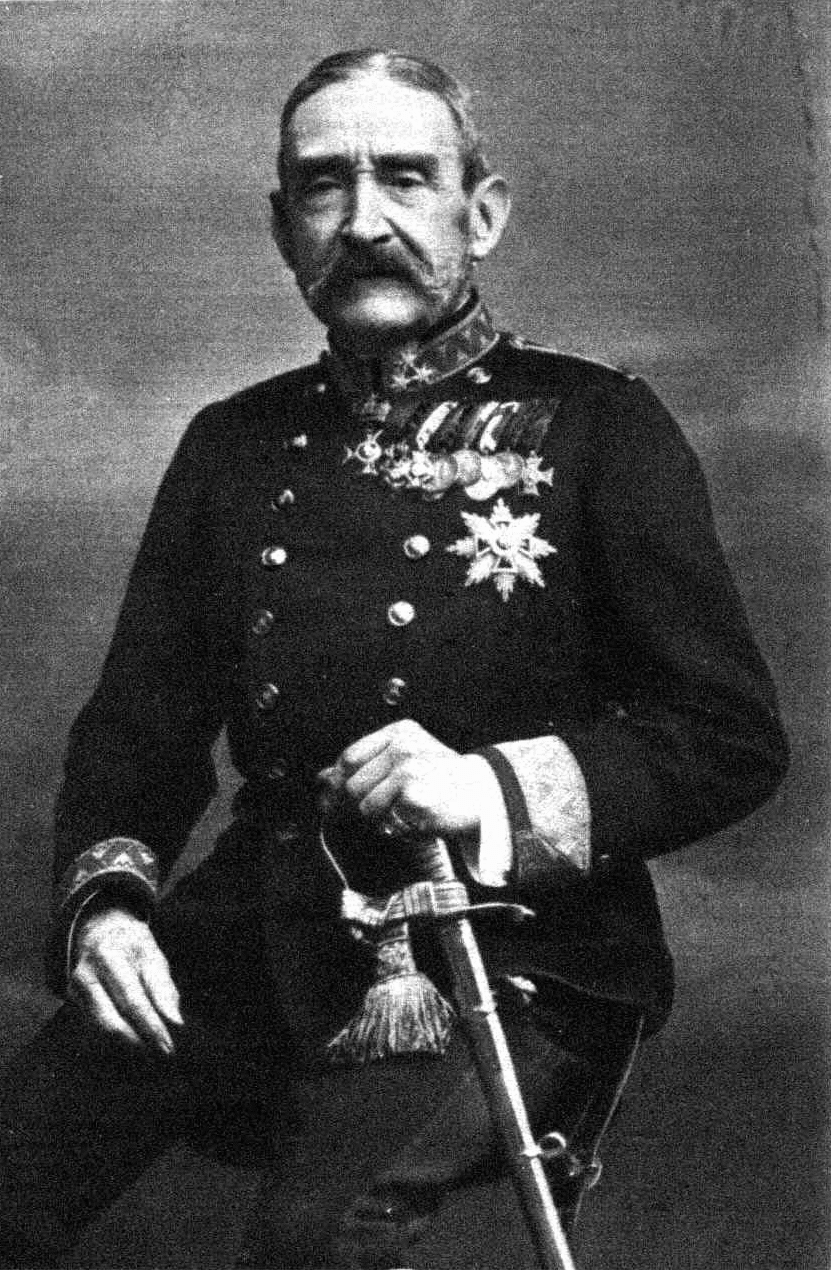
Arthur von Bolfras als General der Infanterie

Arthur Heinrich Bolfras von Ahnenburg, ab 1904 Freiherr von Bolfras (* 16. April 1838 in Sachsenhausen, Frankfurt am Main; † 19. Dezember 1922 in Baden bei Wien) war der langjährige Chef der Militärkanzlei Kaiser Franz Josephs und Generaloberst der österreichisch-ungarischen k.u.k. Armee.

## Familie
Arthur Freiherr von Bolfras entstammt einer alten Bürgerfamilie aus dem Norden Deutschlands, welche im Jahr 1430 erstmals in Frankfurt an der Oder erwähnt wird. Einige der Familienmitglieder erlangten auch hohe Ämter in der Stadt. Nachdem Kaiser Ferdinand I. die Familie 1560 mit einem eigenen Wappen auszeichnete, wurde sie 1600 von Kaiser Rudolf II. in den ritterlichen Adelsstand erhoben. Schon sein Großvater Friedrich Bolfras schlug eine militärische Laufbahn in der österreichischen Armee ein. Im Jahr 1824 wurde Friedrich Bolfras von Kaiser Franz I. in den Adelsstand erhoben und erhielt das Adelsprädikat „von Ahnenburg“.

## Biografie
In jungen Jahren besuchte Arthur Bolfras von Ahnenburg die Theresianische Militärakademie in Wiener Neustadt, aus der er 1858 als Leutnant  in das Infanterieregiment 39 ausgemustert wurde. Im Sardinischen Krieg zwischen Österreich und dem Sardinien-Piemont kämpfte er als Oberleutnant in den Schlachten bei Montebello, Melegnano und Solferino. Zwischen 1860 und 1862 absolvierte er die k.u.k. Kriegsschule in Wien und wurde dem Generalquartiermeisterstab zugeteilt und dem Festungsgouvernement in Venedig zugewiesen. 1864 avancierte er zum Hauptmann und heiratete im selben Jahr die Tochter Bertha des Bozner Patriziers Eduard Ritter von Larcher zu Eissegg. 1866 war er ein Generalstabsoffizier bei der Landesverteidigung von Tirol. In der Folge wurde er dem Reichskriegsministerium zugeteilt und stieg ein Jahr später zum Major auf. Im Mai 1878 stieg er in den Rang eines Oberstleutnants auf, woraufhin er im Okkupationsfeldzug in Bosnien bei der Generalstabsabteilung des 3. Armeekorps diente. Auf den Feldzug erfolgte für Arthur von Bolfras der Truppendienst beim Infanterieregiment Nr. 7. Im Mai 1881 stieg er in den Rang eines Obersts auf, zwei Jahre danach wurde er unter dem Kommando von FZM Franz Graf von Thun und Hohenstein Generalstabschef des XIV. Korps. Dieses Amt bekleidete er bis zum Jahr 1887, in dem er auch zum Generalmajor aufstieg und zum Kommandanten der 3. Infanterie-Brigade ernannt wurde. 1888 wechselte er zur 48. Infanterie-Brigade.
Am 1. März 1889 wurde er schließlich mit der Leitung der Militärkanzlei des Kaisers betraut, die er bis zur Versetzung in den Ruhestand Anfang 1917 innehatte. Franz Joseph lernte von Bolfras' Fähigkeiten schnell zu schätzen und ernannte ihn am 14. Mai 1889 zum Vorstand der Militärkanzlei und Generaladjutant Seiner Majestät. Dies war eine sehr verantwortungsvolle Position; so war es eine seiner Aufgaben, dem Kaiser Namen zur Ernennung für höchste und sehr wichtige Posten vorzuschlagen. Während des Ersten Weltkrieges gingen sämtliche Communiques vom Kriegsministerium und des Hauptquartiers des Armeeoberkommandos durch seine Hände. Er galt als sehr intelligent, hatte eine schnelle Urteilsfähigkeit und ausgezeichnete Menschenkenntnis. Wegen dieser Fähigkeiten und seines tadellosen Auftretens galt er als für diese Position sehr geeignet. Der Thronfolger Franz Ferdinand war ein großer Widersacher Bolfras'; er empfand viele seiner Entscheidungen als fürchterlich und arbeitete Zeit seines Lebens gegen ihn. Kaiser Franz Joseph behielt von Bolfras bis ins hohe Alter in seinem Amt.
Im Jahre 1891 wurde er zum Geheimen Rat ernannt und zum Feldmarschallleutnant befördert. 1898 avancierte der Generaladjutant des Kaisers zum Feldzeugmeister. Am 15. August 1900 wurde von Bolfras zum Inhaber des Infanterieregiments Nr. 84 ernannt. 1904 wurde er vom Kaiser in den Freiherrenstand erhoben und legte das Prädikat „von Ahnenburg“ ab. Von 1908 an wurde der Dienstrang des Feldzeugmeisters nur noch auf Angehörige der Artillerie angewendet, so dass Bolfras jetzt General der Infanterie war. Er wurde 1916 zum Generaloberst befördert und am 5. Jänner 1917 auf eigenes Ansuchen von Kaiser Karl I. in den Ruhestand versetzt. Zudem wurde er auf Lebenszeit zum Mitglied des Herrenhauses berufen, dem Oberhaus des österreichischen Reichsrates.

## Auszeichnungen
- Österreichisches Militärverdienstkreuz im Jahr 1866
- Orden der Eisernen Krone III. Klasse im Jahr 1878
- Ritterkreuz des Leopold-Ordens im Jahr 1887
- Ernennung zum Geheimen Rat im Jahr 1891
- Commandeurkreuz des St. Stephans-Orden im Jahr 1892
- Orden der Eisernen Krone I. Klasse im Jahr 1896
- Großkreuz des Leopoldsorden im Jahr 1902
- Verdienstorden der Preußischen Krone am 18. September 1903[2]
- Franz-Joseph-Kreuz im Jahr 1916

## Würdigung
Ihm zu Ehren trägt die Kaserne des Bundesheeres in Mistelbach den Namen Bolfras-Kaserne.